# Сребрнасти галеб
Сребрнасти галеб (лат. Larus argentatus) врста је птице из породице галебова (лат. Laridae).

## Опис
Сребрнасти галеб је изразито велики галеб са јаким кљуном који је жуте боје, као и његове очи. На кљуну сприједа, са доње стране, има једну црвену тачку. У суштини је сиво-бијео са благо ружичастим ногама. Одрасли галеб има сива леђа и црне врхове крила. Његова глава је бијеле боје, а зими је уоквирена црним линијама. Потребне су му четири године да се тотално употпуни перје, што може да доведе до одређених проблема при идентификацији због њихове различитости. Боја перја мужјака и женки се не разликује. Младунчад имају браон шаре, двогодишње су браон са понегдје сивим леђима, а трогодишње имају више сивог на леђима, а понегдје бијелог на глави и доњим дијеловима тијела. Да не би долазило до забуне, потребно је обратити пажњу на његов облик и величину. При лету изгледа доста већих крила и ширих груди у поређењу са неким другим мањим врстама. Може нарасти до 60 центиметара, док му распон крила може достићи и 145 центиметара. Просјечна тежина му је један до два килограма. Може доживјети старост до 30 година. Полну зрелост достиже са 4 до 8 година. Највише има три јаја која оба родитеља грију 28 до 30 дана, а полаже их на динама и обалама у гнијездо изграђено од биљног материјала. Да би били способни за лет, птићи морају бити стари минимално шест седмица.

## Станиште
Сребрнасти галеб најчешће се може срести на обалама средње и Сјеверне Европе а примјерци повремено одлутају и до Јадрана. Љети се такође може наћи и дуж обала Атлантика, Великих језера и при обалама Аљаске, док се зими креће дуж обала, у резерватима, на језерима и поред великих ријека. Његов природни непријатељ су копнене звијери, соколовке и морски пси. Углавном се окупљају на отвореним просторима, а храни се на разним стаништима као што су ђубришта, отворене воде и алувијалне равни. Сребрнасти галеб је сваштојед, баш као и све остале врсте галебова. Храни се птицама, раковима, бодљикашима, мањим глодарима, рибама и мекушцима.

## Понашање
Сребрнасти галеб је гласан, доминантан лешинар коме срећу причињава отимање хране другим птицама. Окупљају се око напуштених ђубришта или рибарских чамаца. Оглашава се продорним звуковима. Понекад се оглашава звуковима који личе на мијаукање и завијање. При спремању на напад, мумља дубоким гласом или гаче. Насупрот томе, обично кријештање сребрнасти галеб користи када хоће да упозори непријатеља или кад изјављује жељу за храном. Младунци се оглашавају цвилећим звиждањем. Јединке које неким случајем живе под људском заштитом или не могу летјети, могу постати јако питоме и лојалне, слично домаћим кокошкама, са чињеницом да показују већи ниво инталигенције.

## Галерија
- Одрастао Сребрнасти галеб
- Младунче Сребрнастог галеба и јаје
- Сребрнасти галебови